# Kerry Bentivolio

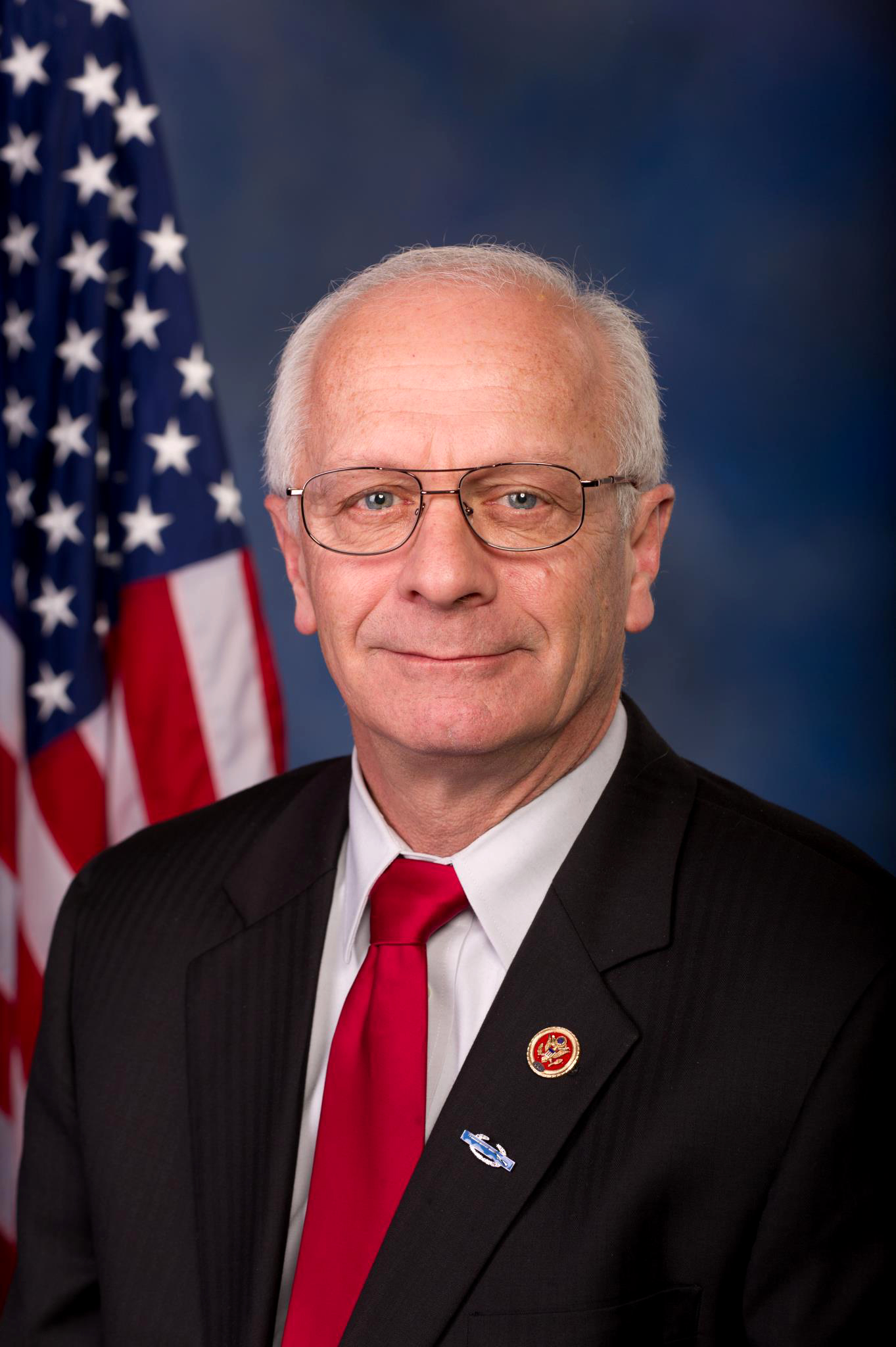
Kerry Bentivolio (2013)

Kerry Bentivolio (* 6. Oktober 1951 in Detroit, Michigan) ist ein US-amerikanischer Politiker. Von 2013 bis 2015 vertrat er den Bundesstaat Michigan im US-Repräsentantenhaus.

## Werdegang
Kerry Bentivolio besuchte das Oakland Community College in Bloomfield Hills und studierte danach an der Michigan State University in Lansing. Außerdem absolvierte er das St. Mary’s College in Orchard Lake und das Marygrove College in Detroit. In den Jahren 1970 und 1971 diente er in der US Army. Dabei war er im Vietnamkrieg eingesetzt. Später wurde er Mitglied der Nationalgarde von Michigan. In dieser Eigenschaft nahm er am Zweiten Golfkrieg und am Irakkrieg teil. Im Jahr 2008 gab er nach einer Nackenverletzung seine Militärtätigkeit bei der Nationalgarde auf. Am Ende bekleidete er den Rang eines Hauptfeldwebels (Sergeant First Class). Für seine militärischen Leistungen wurde er mit verschiedenen Orden ausgezeichnet, darunter die Meritorious Service Medal. Hauptberuflich war er 20 Jahre lang Designer in der Autoindustrie. Außerdem arbeitete er zwischenzeitlich unter anderem als Lehrer und Farmer. Er versuchte sich auch als Filmschauspieler. Er spielte in den Low-Budget-Produktionen Lucy's Law (2010) und The President Goes to Heaven (2011) mit. Politisch schloss er sich der Republikanischen Partei an. Im Jahr 2010 kandidierte er erfolglos für den Senat von Michigan.
Bei den Kongresswahlen des Jahres 2012 wurde Bentivolio im elften Wahlbezirk von Michigan in das US-Repräsentantenhaus in Washington, D.C. gewählt, wo er am 3. Januar 2013 die Nachfolge von David Curson antrat. Der Demokrat Curson hatte Bentivolio bei der Nachwahl für das Mandat des zurückgetretenen Thaddeus McCotter besiegt, bei der zeitgleichen Wahl für die folgende Legislaturperiode aber auf eine Kandidatur verzichtet. Diese gewann Bentivolio gegen den demokratischen Bewerber Syed Taj.
Er bewarb sich im Jahr 2014 erneut um die Nominierung seiner Partei für den Kongress, verlor in der Primary jedoch deutlich mit 34:66 Prozent der Stimmen gegen den politisch unerfahrenen Anwalt David Trott. Damit musste er am 3. Januar 2015 aus dem Repräsentantenhaus ausscheiden.
Bentivolio ist verheiratet und lebt privat auf einer Farm bei Milford, Michigan.

### Politische Positionen
Bentivolio beschreibt sich als konservativ mit libertären Idealen. Er steht der Tea-Party-Bewegung nahe. Er ist Anhänger der Pro-Waffen-Bewegung und Gegner des Rechtes von Frauen auf Schwangerschaftsabbruch.